# جويهلية (المسيمير)

تعديل مصدري - تعديل

جويهلية هي إحدى قرى عزلة المسيمير بمديرية المسيمير التابعة لمحافظة لحج، بلغ تعداد سكانها 27 نسمة حسب تعداد اليمن لعام 2004.